# Dixioria fowleri
Dixioria fowleri är en mångfotingart som först beskrevs av Hoffman 1956.  Dixioria fowleri ingår i släktet Dixioria och familjen Xystodesmidae. Inga underarter finns listade i Catalogue of Life.